# Mečenčani
Mečenčani jsou vesnice v Chorvatsku ve Sisacko-moslavinské župě. Vesnice je součástí opčiny Donji Kukuruzari. Nachází se asi 11 km severozápadně od města Hrvatska Kostajnica a asi 29 km jihovýchodně od Sisaku. Vesnice leží na úpatí pohoří Zrinska gora a hory Gologuz (437 m). V roce 2011 žilo ve vesnici 148 obyvatel. Nejvíce obyvatel (387) zde žilo v roce 1931. V roce 1991 tvořili naprostou národnostní většinu (97,7 % obyvatelstva) Srbové, podobně jako ve všech ostatních vesnicích v opčině Donji Kukuruzari.
V Mečenčanech začaly vznikat dne 29. prosince 2020 řícené závrty z důvodu geologického složení půdy s vápencovým podložím, v němž se nachází velké množství povrchové vody. Během ledna a února 2021 vzniklo ve vesnici přibližně sto závrtů, z nichž největší dosahuje hloubky patnácti metrů. Některé ze závrtů vznikly i v blízkosti lidských obydlí. Proces vzniku závrtů byl urychlen zemětřesením v Petrinji, které se odehrálo na konci roku 2020.
Vesnicí prochází župní silnice Ž3241. Nachází se zde pravoslavný kostel Pokrovu přesvaté Bohorodice a základní škola Any Katariny Zrinské. Severně protéká řeka Sunja, do níž se zde vlévá potok Plavićevica.

## Sousední vesnice
| Růžice kompasu | Borojevići |       | Umetić   | Růžice kompasu |
| Růžice kompasu |            | Sever | Prevršac | Růžice kompasu |
| Růžice kompasu | Mečenčani  |       | Prevršac | Růžice kompasu |
| Růžice kompasu | Jih        |       | Prevršac | Růžice kompasu |
| Růžice kompasu | Lovča      | Zrin  |          | Růžice kompasu |